# Bothriurus dumayi
Espèce
Synonymes
- Orobothriurus dumayi (Cekalovic, 1974)

Bothriurus dumayi est une espèce de scorpions de la famille des Bothriuridae.

## Distribution
Cette espèce est endémique du Chili. Elle se rencontre dans les régions d'Antofagasta, d'Atacama et de Coquimbo.

## Description
La femelle holotype mesure 42,0 mm.

## Étymologie
Cette espèce est nommée en l'honneur d'Alejandro Dumay Deramond.

## Publication originale
- Cekalovic, 1974 : Bothriurus dumayi n. sp. de escorpion chileno (Scorpiones. Bothriuridae). Boletin de la Sociedad de Biologia de Concepcion, vol. 48, p. 209-216 (texte intégral).